# Cementerio de Cabra
El cementerio municipal de San José se encuentra ubicado en la ciudad cordobesa de Cabra, España. Se trata de uno de los diez cementerios con mejor historia documentada según el III Concurso Cementerios de España. Alberga un espacio cuadrangular de 150 metros de lado y una extensión de 23.500 metros cuadrados. Se accede por la denominada carretera de Rute.
En 2023 recibió el galardón a Mejor Monumento en el VIII Concurso de Cementerios de España, especialmente por su vinculación al Mausoleo de la vizcondesa de Térmens.

## Historia

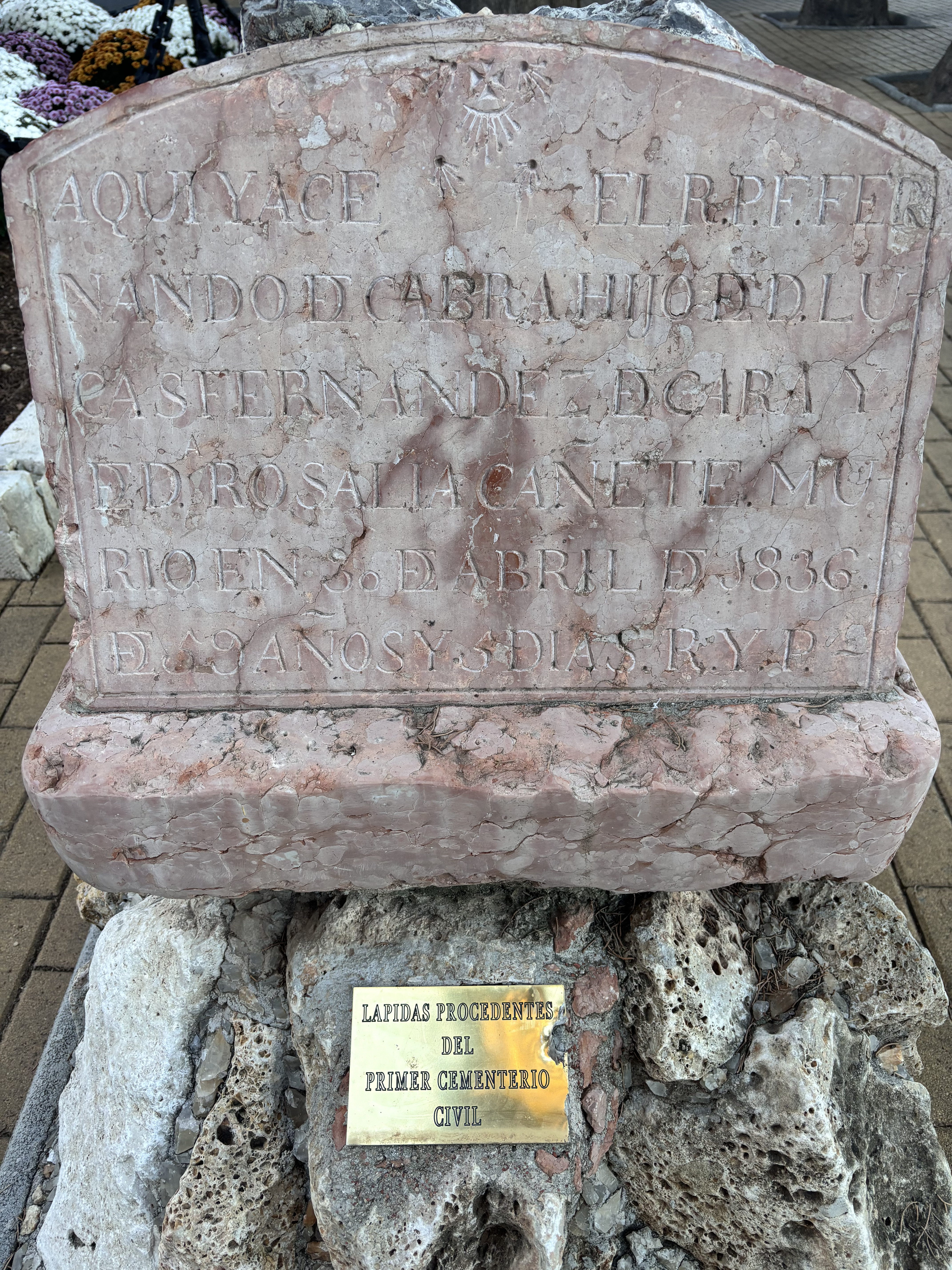
Lápida proveniente del primer cementerio ubicado junto al castillo de Cabra en el barrio de la Villa.

### Cementerios anteriores
El anterior cementerio medieval se encontraba situado en pleno casco histórico, en el barrio de La Villa, junto a la iglesia de la Asunción y Ángeles. De este antiguo camposanto se hace referencia en el Diccionario de Madoz, que explica cómo un brote de cólera invadió la ciudad y se decide, por este motivo, además de su escaso tamaño, la construcción de un nuevo cementerio alejado del núcleo urbano y accesible a los ciudadanos.

...era antiguamente un espacioso salón, situado entre la puerta de los Capuchinos y el convento de este nombre, [...] recibió todos los cadáveres de la población sin distinción de clases ni estados: pues que si algunas personas querían sepultarse con mayor fausto, lo hacían en sus capillas. [...] Pero después que se publicó la Real Resolución de 1771, [...] sirvió el panteón referido para todos, hasta que sobrevino el contagio del cólera morbo, que invadió Cabra en 1834, y no siendo suficientes las sepulturas que quedaban vacías, [...] se trató de construir otro descubierto, fuera de muros, en sitio ventilado.
Diccionario de Madoz, 1845-50

El nuevo cementerio se realizaría en los "Corralones de la Villa Vieja", para lo que se compraron cinco cuartillas y media de tierra por cuatro mil reales de vellón. El 20 de junio de 1835 comenzaron las obras a manos de Raimundo del Moral, arquitecto municipal, siendo concluidas y bendecidas un mes después, el 21 de julio.

### Construcción

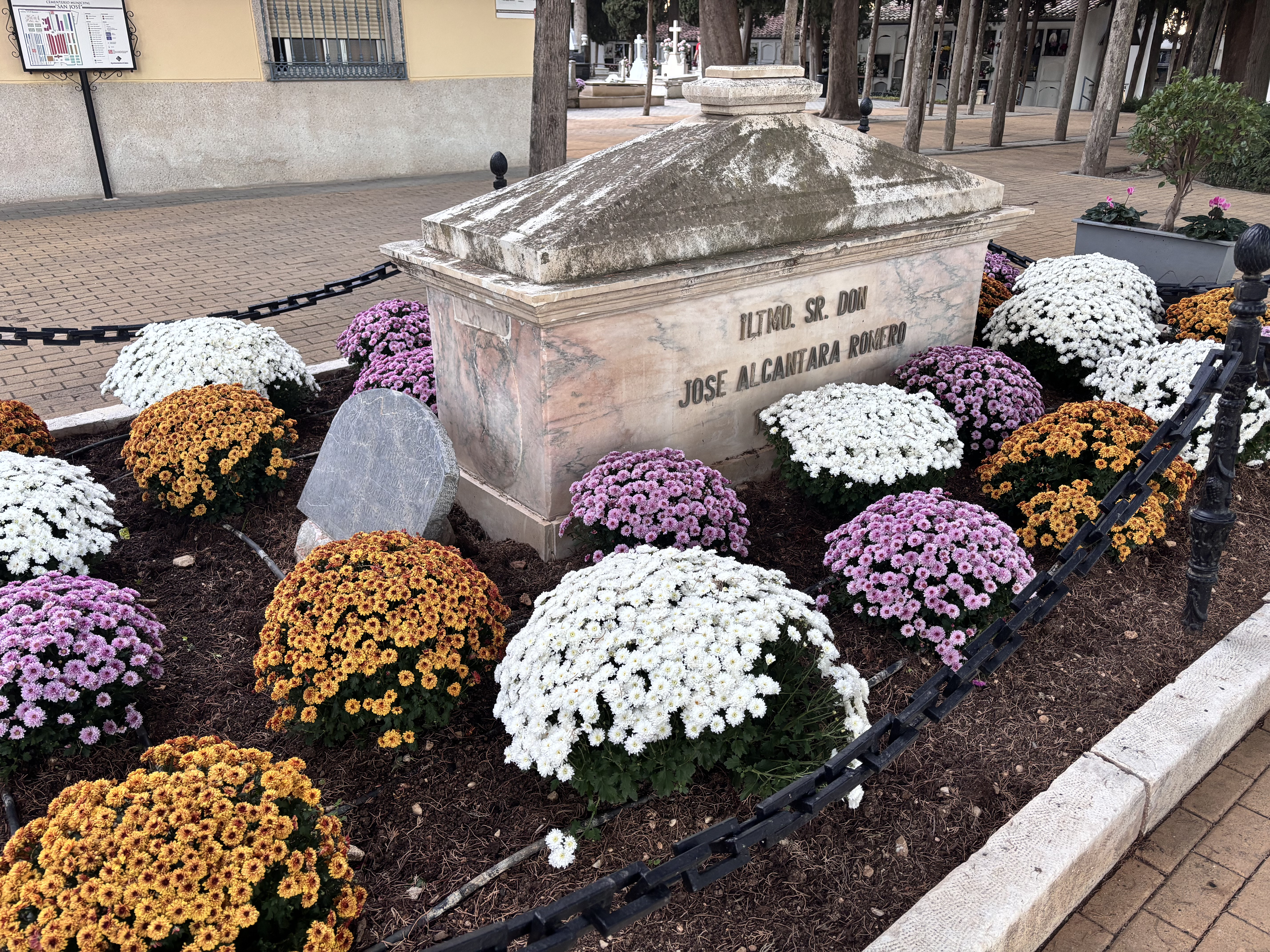
Tumba del alcalde Alcántara Romero, quien realizó el Paseo de Cabra durante su mandato.

No obstante, este cementerio no solucionó los inconvenientes, ya que la población no paraba de crecer, por lo que se creó una comisión en 1884, siendo alcalde Francisco Moreno Blancas, para la construcción de otro cementerio. Tras descartarse varias ubicaciones, se decidió la construcción en una haza del camino de Rute, con una dimensión de cuatro fanegas, un celemín y tres cuartillos. Las autoridades eclesiásticas recurrieron este acuerdo, debido a que quería que fuese un cementerio parroquial. Sin embargo, el gobierno civil dio la razón al Ayuntamiento. 

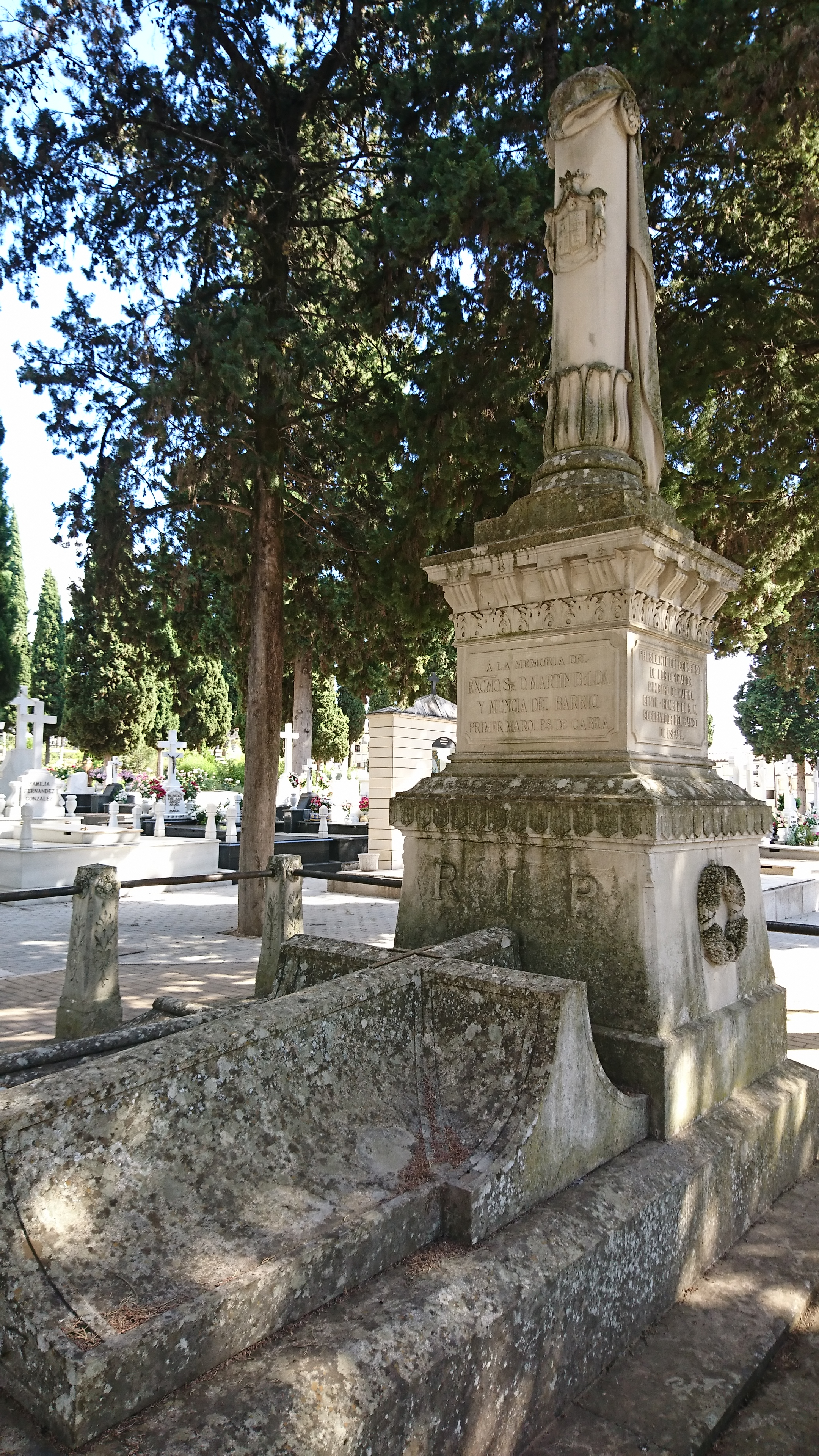
Tumba del ministro Martín Belda.

A principios de 1902 se vendieron algunas parcelas a familias aristócratas para la construcción de panteones, cuyo espacio sería de una cuarta parte del camposanto, y el precio se fijaba en treinta pesetas por metro cuadrado, realizándose una rebaja de la mitad a los que compraran antes del 21 de julio de ese año. Las obras, dirigidas por Francisco Rascón Domínguez, finalmente comenzaron el 1 de agosto y terminaron el 1 de julio de 1903, siendo entonces alcalde Miguel del Mármol y Cruz, tal y como reza una inscripción a la entrada, bajo la advocación de San José.

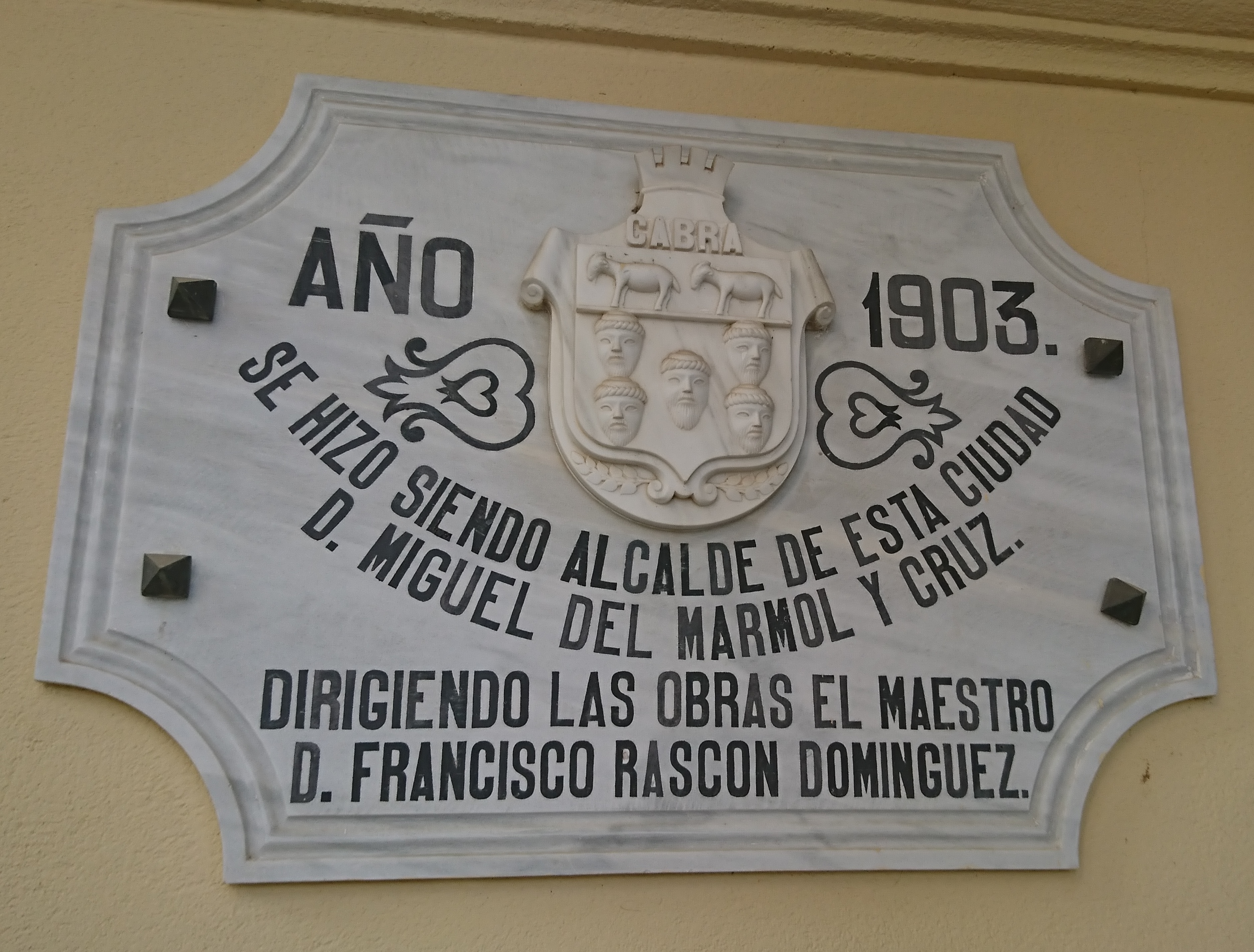
Inscripción a la entrada del cementerio que conmemora su inauguración en 1903.

Algunos enterramientos y mausoleos fueron trasladados desde el antiguo cementerio de La Villa, como es el caso del político Martín Belda, fallecido en 1882, probablemente el más antiguo del cementerio actualmente. La primera tumba construida in situ sería para Carmen Giménez Flores, en 1914, el célebre Mausoleo de la vizcondesa de Térmens, obra de Mariano Benlliure. El 7 de noviembre de 1938, durante la Guerra civil española, se produjo el Bombardeo de Cabra que acabó con más de 109 fallecidos. Debido a que no había medios económicos, incluso Lucena tuvo que donar algunos ataúdes, fueron enterrados en una fosa común del cementerio. En 2004, por unanimidad de todos los partidos, se trasladó desde la entrada del castillo de Cabra al camposanto una cruz erigida durante la dictadura franquista en homenaje a los fallecidos durante el Bombardeo de Cabra.
El 5 de abril de 1975, los restos del escritor egabrense Juan Valera, que se hallaban en el cementerio de San Justo en Madrid desde su muerte en 1905, fueron exhumados y trasladados al cementerio de Cabra. La inhumación se produjo el 18 de abril, coincidiendo con el septuagésimo aniversario de su fallecimiento, en el mausoleo de su tía Dolores, inspiración para el personaje de Pepita Jiménez.
El 17 de diciembre de 2009 se inauguró un crematorio para dar cabida a los servicios funerarios del cementerio.

## Fosa común
La Federación Española de Municipios y Provincias (FEMP) financió 12.000 euros para la exhumación de represaliados del bando franquista en la fosa común del cementerio. Los trabajos, encargados a la empresa Aremehisa (Asociación para la Recuperación de la Memoria Histórica de Aguilar de la Frontera), comenzaron el 17 de agosto de 2021 y finalizaron el 2 de septiembre del mismo año. Se excavó en dos áreas donde se han hallado ocho cadáveres, todos varones, que tenían las manos en posición de haber sido atadas y otros signos de violencia. Se dio la particularidad de que siete de los ocho cadáveres estaban enterrados junto a una pequeña medalla de Teresa de Jesús con el emblema ora pro nobis. En abril de 2022 se abrieron tres nuevas fosas, aunque los restos hallados en ambas campañas no coincidieron con los familiares que proporcionaron su ADN.

## Sepulturas
- El escritor Juan Valera.
- El político Martín Belda, I marqués de Cabra.
- Mausoleo de la vizcondesa de Térmens.
- El ministro franquista José Solís Ruiz.[16]
- El XX conde de Cabra, José María Osorio de Moscoso y Carvajal.[17]
- El escritor Juan Soca.